# Судзуки, Кэйта
Кэйта Судзуки (яп. 鈴木 啓太, род. 8 июля 1981, Симидзу-ку, Сидзуока) — японский футболист.

## Клубная карьера
На протяжении своей футбольной карьеры выступал за клуб «Урава Ред Даймондс».

## Карьера в сборной
С 2006 по 2008 год сыграл за национальную сборную Японии 28 матчей.

### Статистика за сборную
| Сборная Японии | Сборная Японии | Сборная Японии |
| Год            | Матчи          | Голы           |
| -------------- | -------------- | -------------- |
| 2006           | 7              | 0              |
| 2007           | 13             | 0              |
| 2008           | 8              | 0              |
| Итого          | 28             | 0              |

## Достижения
Командные
- Чемпион Джей-лиги: 2006
- Обладатель Кубка Императора (2): 2005, 2006
- Обладатель Кубка Джей-лиги: 2003

Личные
- Включён в сборную Джей-лиги (2): 2006, 2007